# Megalechis picta
Megalechis picta es una especie de pez de la familia Callichthyidae en el orden de los Siluriformes.

## Morfología
• Los machos pueden llegar alcanzar los 15,5 cm de longitud total y 350 g de peso.

## Alimentación
Es omnívoro.

## Hábitat
Es un pez de agua dulce y de clima tropical (18 °C-28 °C).

## Distribución geográfica
Se encuentran en Sudamérica:  cuencas de los ríos  Amazonas y Orinoco, y ríos costeros de las Guayanas y el norte del Brasil.